# Karbi
Pour les articles homonymes, voir Karbi (homonymie).
Le karbi (ou mikir) est une langue tibéto-birmane parlée dans l'État de l'Assam, en Inde, ainsi que dans les États voisins de l'Arunachal Pradesh, du Nagaland et du Meghalaya par 492 000 Karbi.

## Classification interne
À l'intérieur des langues tibéto-birmanes, le karbi fait partie du groupe des langues mikir.
Les principaux dialectes sont le karbi des plaines et le karbi des collines. Ce dernier sert de norme littéraire.

## Phonologie
Les tableaux montrent l'inventaire des phonèmes consonantiques et vocaliques du dialecte karbi des collines, tel qu'il est parlé dans le district de Karbi Anglong, dans l'Assam.

### Voyelles
|         | Antérieure | Centrale | Postérieure |
| ------- | ---------- | -------- | ----------- |
| Fermée  | i [i]      |          | u [u]       |
| Moyenne | e [e]      |          | o [o]       |
| Ouverte |            | a [a]    |             |

### Consonnes
|              |              | Labiales | Alvéolaires | Alvéolaires | Alvéolaires | Vélaires | Glottales |
| ------------ | ------------ | -------- | ----------- | ----------- | ----------- | -------- | --------- |
| Centrales    | Latérales    | Labiales | Palatales   |             |             | Vélaires | Glottales |
| Occlusives   | Sourdes      | p [p]    | t [t]       |             |             | k [k]    |           |
| Occlusives   | aspirées     | ph [pʰ]  | th [tʰ]     |             |             | kh [kʰ]  |           |
| Occlusives   | Sonores      | b [b]    | d [d]       |             |             |          |           |
| Affriquées   | Sourdes      |          |             |             | c [t͡ʃ]      |          |           |
| Affriquées   | aspirées     |          |             |             | ch [t͡ʃʰ]    |          |           |
| Affriquées   | Sonores      |          |             |             | j [d͡ʒ]      |          |           |
| Fricatives   | sourdes      |          |             |             |             |          | h [h]     |
| Fricatives   | sonores      | v [v]    |             |             |             |          |           |
| Nasales      | Nasales      | m [m]    | n [n]       |             |             | ŋ [ŋ]    |           |
| Liquides     | Liquides     |          | r [r]       | l [l]       |             |          |           |
| Semivoyelles | Semivoyelles | v [v]    |             |             | y [j]       |          |           |

### Une langue tonale
Le karbi est une langue tonale qui possède trois tons : haut, bas et égal.

## Sources
- (en) V.Y. Jeyapaul, 1987, Karbi Grammar, Mysore, Central Institute of Indian Languages.
- (en) Linda Anna Konnerth, 2014, A grammar of Karbi, thèse, University of oregon.
- (en) Linda Konnerth et Sikari Tisso, « Karbi texts A fully glossed corpus of different genres », Himalayan Linguistics, vol. 17, no 2,‎ 2018 (DOI 10.5070/H917239461)